# 쌍둥이 맑음
《쌍둥이 맑음》은 코단샤 잡지에서 비정기적으로 연재하고 있는 아다치 테츠의 만화 바보남매를 원작으로 하여 제작 된 TV 시리즈 애니메이션이다. 2009년에 애니화가 되어 <남매 이야기>라는 제목으로 TV 아사히에서 한 2009년 10월 10일부터 2010년 6월 26일까지 방영했다. 한국에서는 카툰 네트워크에 수입되어 <쌍둥이 맑음>이라는 제목으로 2011년 7월 25일부터 수시 방영중. 만화 <짱구는 못말려>와 <아따맘마> 제작진이 제작에 들어갔다. 연출은 김정규.
하지만, 이 애니메이션은 현재 방영하지 않는다.   

## 단행본
| 권수 | 제목 | 발매일자         |
| ---- | --- | ---------------- |
| 1권  | 뭐 루이코어까마귀.이발소축제공주님파리.누님디자이너설날벼락.신토끼빙글빙글 아가농원에서스토커 교수감옥옷짜기심야다카나 씨운 좋은 애하늘의 이와도깨달음화이트 데이멧돼지일본 소우주                    | 2002년 6월 4일   |
| 2권  | 퀴즈텔레비전 크루복권전보미치오야예술 작품피아노(만남편)피아노(실천편)연하장소설가어 시장체조 선수시즈카 고젱들개피아노(열광편)피아노(구입편)여러분인체의 신비피아노(연습편)방문자옻장인아키라 군여행 | 2002년 12월 4일  |
| 3권  | 소문의 그 아이지진치과크리스마스성과대개구리사실주의히나마츠리유치원 입학아고 형제우동 타카V i s i t a n유치원 생활수양시로여름 그 한 모습여름 그니 축제여름 그 세 조상피이 뭐~조카도 파다미아        | 2004년 3월 3일   |
| 4권  | 마담어깨 앞도우미행신만남오리엔트 급행(앞)오리엔트 급행(후)음악 교실스카우트콩쿠르동생의 꿈통신 판매공방대도시그 남자휴대 피아노애사 정신놀이터모성 본능조나단                                        | 2005년 4월 4일   |
| 5권  | 미국의 친구블랙 파워미트 시티위험레코애플 티토끼 털백사케이크살쾡이스다듬다약점기타무화과사과잘 맞는다피아노(출발편)성장입양체력을 기르다카모리태양의 아이프린세스 댐 코프                            | 2006년 12월 28일 |

## 특별판
2002년부터 2005년까지 3년간 코단샤 잡지의 주간 영 메거진에서 연재된 《바보남매》가 2016년 2월 20일에 부활 연재되어 3월호에 특별판이 실렸다.

## 방송 시간

### 일본
| 방송 채널 | 방송 기간                        | 방송 일시          |
| --------- | -------------------------------- | ------------------ |
| TV 아사히 | 2009년 10월 10일-2010년 6월 26일 | 토요일 11:20-11:45 |

### 한국
| 방송 채널    | 방송 기간                        | 방송 일시          |
| ------------ | -------------------------------- | ------------------ |
| 카툰네트워크 | 2011년 7월 25일-2011년 10월 10일 | 토요일 15:00-16:00 |

## 줄거리
도쿄도 도시마구 스가모에  살고 있는 나이어린 두 쌍둥이 남매, 루나와 주니! 일 때문에 외국에 출장 가신 쌍둥이의 부모님. 쌍둥이는 이러한 외로움을 이겨내고 둘이서도 잘 지낸다. 쌍둥이는 유치원에서 친구들과 놀거나, 상점가에서 마을 어른들이 일하는 모습을 보거나, 어떨때는 모험을 떠나기도 한다. 천진난만 한 듯 비범한 루나와 어린 아이 답지 않게 무척 똑똑한 주니의 모험 이야기!

## 등장인물

### 주연
지누시 오네이/모루나
성우: 마츠오카 유키/유지원
쌍둥이 누나. 쌍둥이 남동생 준이치로/주니와 사이가 좋아 늘 손잡고 다닌다. 나이는 5살정도로 추정. 마메르유치원에 다니고 있다. 키 70cm에 체중 20kg. 이마를 햇빛에 비추면 반짝반짝 거린다. 새해에 이마를 닦으면 복이 온다는 소식이 있는데, 정작 오네이/루나는 싫어한다. 천진난만 하지만, 비범한 성격에 어른들은 깜짝 놀란다. 거짓말을 잘 못해서 이마에 드러나버린다.
지누시 준이치로/모주니
성우: 코바야시 유미코/이선호
쌍둥이 남동생. 5살아이 치고 똑똑하다. 좋아하는 것은 곤충도감. 싫어하는 음식은 피망.
시즈카/신정숙
성우: 오오하라 시야카/김희선
30대 여성. 독신. 쌍둥이를 돌보러 매일 쌍둥이네 집에 온다. 쌍둥이를 과잉보호 하고 있어서 쌍둥이를 매일 잔소리한다. 그래서 쌍둥이가 잔소리라고 부르는 듯.

### 조연
- 야마토 쿠루미(한국명 : 김별이)
  - 성우 : 카네다 토모코/이소은[2]
  - 소개 : 쌍둥이의 친구. 쌍둥이와는 달리, 순수한 성격.
  - 명대사 : "별이는 ○○한 사람이 제일 싫더라."

- 미치오(한국명 : 진수)
  - 성우 : 코마츠 리카/조진숙[3]
  - 소개 : 쌍둥이의 친구. 루나를 좋아한다.

- 타치바나 카에데(한국명 : 강다미)
  - 성우 : 카와타 타에코/박신희[4]
  - 소개 : 쌍둥이의 친구. 루나를 라이벌로 삼고 있다.

- 턱형제
  - 소개 : 쌍둥이의 유치원 친구. 턱이 길다. 말수가 적지만, 착한 성격을 가지고 있는듯.

- 키야마/장군 
  - 성우 : 미네 아츠코
  - 소개 : 쌍둥이네 유치원에 다니고 있는 아이들 중 몸집이 제일 크고, 골목대장 같은 성격을 가진 아이. 난폭하고, 제멋대로지만 지누시 오네이한테는 꼼짝도 못한다.

- 미치코 선생님 
  - 성우 : 오카무라 아케미
  - 소개 : 쌍둥이가 다니고 있는 마메르 유치원의 선생님. 아이들을 먼저 생각하는 착한 성격을 가지고 있다.

- 이란 시모야마/알랭 
  - 성우 : 카네마루 쥰이치/최정호
  - 소개 : 프랑스인. 일본에 대한 책을 쓰기 위해 일본에 왔다가 쌍둥이와 친해지게 된다.

- 이시다/사주영 
  - 성우 : 코야스 타게히토
  - 소개 : 쌍둥이에게 거짓말을 친 대가로 '거짓말쟁이‘ 라고  불리게 되었다. 시즈카를 짝사랑하고 있다.

- 마치다 슌스케/건우 
  - 성우 : 미키 신이치로
  - 소개 : 가족들과 함께 농장에서 일하고 있는 청년. 친절하고, 성실한 성격으로 시즈카가 짝사랑 하고있다.

- 채소가게 아저씨 
  - 성우 : 타하라 아누로
  - 소개 : 생선가게 아저씨와 라이벌.

- 생선가게 아저씨 
  - 성우 : 마츠모토 야스노리
  - 소개 : 채소가게 아저씨와 라이벌.

- 고깃집 아줌마 
  - 성우 : 쿠지라
  - 소개 : 남편과 함께 상점가의 어느 고깃집에서 일하고 있다. 쌍둥이를 예뻐해준다.

- 녹색 아주머니회 아줌마 
  - 성우 : 코지로 치에
  - 소개 : 쌍둥이를 보면 초록불이 될 때마다 박자에 맞춰 호루라기를 불어준다.
  - 명대사 : "빨강엔 멈추세요, 스톱! 초록엔 건너세요, 고고고! 이건 상식이잖아?"[5]

- 와타나베 치카코/문애 
  - 성우 : 코묘지 케이코/김보영[6]
  - 소개 : 옆집 아줌마. 쌍둥이의 행동을 살핀다.

## 주제가

### 일본판
- 오프닝《마운팅》(노래 : 타무라판 )
- 엔딩《느긋하게 걸어가자》(노래 : 오우미 토무에와 )

### 한국판
- 오프닝《 마운틴 》(노래 : 이민경)

| 노래 가사 |
| --- |
| 별로, 상상하긴 싫어 꽤나, 각오해야 하거든 발걸음 불~안 불~안해도 인생은 마운틴 어쩔 수 없어 내 앞에 서있는 산을 향해, 록~온! 훌~쩍 뛰어넘고 싶은데, 스카이웨이처럼~ 에베레스트 산, 그보다 더 문제야 하지만 어려운 만큼 거기에 더욱 더 빠져드는 걸~ (야~야~야) 꿈이랑 희망~은 커다란 게 멋져 비가 오~면 하늘엔 무지개가 걸리지 올라가자 라라라라~ 올라가자 라라라라~ 올라가자 라~라~ 산으로~ 만만치 않은 마운틴~ |

- 엔딩《 뚜벅뚜벅 걸어가자 》(노래 : 이민경)

| 노래 가사 |
| --- |
| 뚜벅뚜벅 햇님얼굴 반짝반짝 (hu hu~) 이마도 반짝반짝 뚜벅뚜벅 나비는 팔랑팔랑 (ho ho ho~) 팔랑팔랑 반짝반짝 싱글벙글 강아지도~ 꼬리 살랑살랑 모두 모두 다 같이 가자~ 천천히 걸어가자 샬랄랄라~ 뚜벅뚜벅 나아가자 샬랄랄라~ 샬랄랄라~ |

## 방영목록

### 2009년
| 회차 | 제목                              | 방영날짜         |
| ---- | --------------------------------- | ---------------- |
| 1회  | 우리들은 상점가의 천사누나의 냄새 | 2009년 10월 10일 |
| 2회  | 잔소리 등장미아가 됐어요          | 2009년 10월 17일 |
| 3회  | 오,오! 아시아오늘은 어디서 잘까?  | 2009년 10월 24일 |
| 4회  | 축제에 가고 싶어수상한 방문       | 2009년 10월 31일 |
| 5회  | 루나는 공주님한밤중의 산책        | 2009년 11월 7일  |
| 6회  | 유치원에 가요빵점 동맹            | 2009년 11월 14일 |
| 7회  | 루나의 피아노고구마 캐기          | 2009년 11월 21일 |
| 8회  | 농장에서 배우자진수의 사랑        | 2009년 11월 28일 |
| 9회  | 꽝의 달인루나와 주니와 피아노     | 2009년 12월 5일  |
| 10회 | 유치원에서 춤을괴물 고양이를 봤어 | 2009년 12월 19일 |
| 11회 | 메리크리스마스!잔소리는 우아해?   | 2009년 12월 26일 |

### 2010년
| 회차 | 제목                                    | 방송 날짜       |
| ---- | --------------------------------------- | --------------- |
| 12회 | 연하장은 아직?나와라, 루나!             | 2010년 1월 16일 |
| 13회 | 이곳은 설국잘했어요 대소동              | 2010년 1월 23일 |
| 14회 | 둘이서 파리로피아노 사줘!               | 2010년 1월 30일 |
| 15회 | 누나랑 싸웠어요공원의 악어              | 2010년 2월 6일  |
| 16회 | 다미의 생일파티오늘은 혼자서            | 2010년 2월 13일 |
| 17회 | 절에서 수행을깜짝 재활용                | 2010년 2월 20일 |
| 18회 | 남국의 왕자님흙이랑 놀자                | 2010년 2월 27일 |
| 19회 | 기차놀이어린이날                        | 2010년 3월 13일 |
| 20회 | 특종을 노려라UFO를 부르자               | 2010년 3월 20일 |
| 21회 | 소꿉놀이유치원의 알뜰장터               | 2010년 3월 27일 |
| 22회 | 리틀댄서아빠의 보물                     | 2010년 4월 3일  |
| 23회 | 스파르타식 피아노 레슨엽서를 전해요     | 2010년 4월 10일 |
| 24회 | 무서운 그림카드잔소리가 감기에 걸렸어요 | 2010년 4월 24일 |
| 25회 | 도토리 응원단아이 러브 아이덴           | 2010년 5월 1일  |
| 26회 | 다미의 타로카드아첨꾼 놀이              | 2010년 5월 8일  |
| 27회 | 노래돌이 오빠즐거운 캠프                | 2010년 5월 15일 |
| 28회 | 반장선거문단속은 철저히!                | 2010년 5월 29일 |
| 29회 | 공포의 체력검사쌍둥이는 가이드          | 2010년 6월 5일  |
| 30회 | 붕대의 유혹주사 싫어!                   | 2010년 6월 12일 |
| 31회 | 제멋대로 침팬지월드컵                   | 2010년 6월 19일 |
| 32회 | 비의 교향곡안녕 쌍둥이                  | 2010년 6월 26일 |

## 작중행적

### 1화
- 우리들은 상점가의 천사: 아침으로 핫도그를 먹으려는 루나와 주니. 그 때 핫도그에 케첩이 뿌려지지가 않고, 집에 케첩이 없다는 사실을 알게된다. 그래서 도토리 마을 상점가에 가서 케첩을 얻으려고 하는 루나와 주니. 때마침 루나와 주니네 집 앞에 숨어서 루나와 주니가 하는 일을 훔쳐보고 있는 문애. 루나와 주니가 문애의 앞을 지나가자, 문애가 어디가냐고 묻는다. 루나는 자신의 이름을 루나가 아닌 누나라고 말한 것으로 착각하고, 문애한테 자신의 이름은 누나가 아니라 루나라고 말해준다. 뒤이어 주니도 덩달아서 자신을 소개해준다. 그러고는 지금 케첩사러 간다고 한 후, 둘이서 손 잡고 도토리 마을 상점가로 향한다. 이 말을 들은 문애는 루나와 주니가 케첩사러 간다고 동네 사람들한테 알리기 시작한다. 다큐 멘터리를 찍고 있는 카메라 감독 아저씨. 때마침 길고양이들과 놀고 있는 루나와 주니를 발견한다. 카메라 감독 아저씨들은 카메라를 루나와 주니에게로 돌리자, 루나와 주니는 화내면서 도망가기 시작한다. 횡단보도에 도착한 루나와 주니. 신호등에 초록불이 켜진다. 루나와 주니가 횡단보도를 건너자, 녹색 어머니회 아주머니는 횡단보도를 건너는 루나와 주니를 보고 호루라기를 불어준다. 루나와 주니는 박자에 맞추어 걷기 시작한다. 도토리 마을 상점가에 도착한 루나와 주니. 채소가게 아저씨와 생선가게 아저씨가 장기를 두시며 싸우는 모습을 본 루나와 주니. 루나와 주니는 싸우지말라고 채소가게 아저씨와 생선가게 아저씨를 붙잡고 말린다. 때마침 햇빛이 나오면서 루나의 이마가 빛이 나기 시작한다. 동네 할아버지는 루나의 이마를 만지게 해달라고 하자, 채소가게 아저씨와 생선가게 아저씨는 설날에만 만지기로 했다며 규칙은 지킬건 지키자고 동네 할아버지를 말리기 시작한다. 그 때 루나와 주니한테 케첩을 주러오는 동네 할머니들. 루나와 주니는 고맙다고 하고, 도토리 마을 상점가를 떠난다. 카메라 감독 아저씨들은 루나와 주니를 서점, 빈대떡집, 꽃집, 카페 등... 여러 곳을 들르며 루나와 주니를 쫓아간다. 마침내 은행에 도착한 카메라 감독 아저씨들. 그 곳에서 루나와 주니는 20만원의 돈을 받아가고 있었다. 집에 도착한 루나와 주니. 케첩 한 박스가 눈 앞에 놓여져 있었다. 루나와 주니는 기분 좋게 들어가서 케첩을 핫도그에 뿌려서 맛있게 먹는다.

### 2화
- 누나의 냄새: 자기 전에 가스벨브는 껐는지, 문은 닫았는지, 전등은 껐는지, 꼼꼼하게 확인하는 주니. 이제 잠을 자러 안방에 갔는데, 루나가 목욕을 안하고 자려고 벌써 옷을 갈아입는 장면을 보는 주니. 주니는 언제 씻었냐고 묻자, 루나는 그저께 씻었다고 한다. 주니는 기억을 더듬어보며 그저께는 물 안받았었다고 하자, 루나는 그럼 그그저께 씻었다고 한다. 주니가 당장 가서 씻으라고 하니 루나는 알았다고 고개를 끄덕인다. 옷을 다 갈아입은 주니. 불 끄고 자려고 하자, 루나가 다칠 수 있으니 불을 끄지 않고 침대에 누우려 했다. 이불을 덮으려고 하는데, 그 옆에서 루나가 자고 있었다. 주니는 목욕하러 오라고 루나를 깨우자, 루나는 잠꼬대만 하고 일어나지 않았다. 주니는 루나를 깨우는 건 관두고 잠을 잤다. 그 때 주방에 불이 켜져있는걸 본 주니. 주니는 주방에 불 끄러가자, 밖에서 무슨 소리가 났다. 주니는 대문을 안닫았다고 생각하고 투덜대며 대문을 닫으러 간다. 그 때 큰 개가 주니한테 다가온다. 주니는 도망을 친다. 작은 골목으로 오자, 주니는 개를 다른 주의를 돌려보려고 "멍멍아, 물어와!" 하며 나뭇가지를 던진다. 근데... 너무 작다. 그 다음에도 나무를 던진다. 주니는 개를 맞추는 실수를 해버린다. 주니는 또 다시 개한테 쫓기고 있다. 주니는 이렇게 평생 개한테 쫓기는 건 아니나며 걱정한다. 절까지 오자, 때마침 루나가 온다. 개가 루나한테 다가오자, 주니는 루나가 위험하다며 무기를 찾는다. 근데 루나는 개의 발에 박힌 기시를 빼준다. 주니는 다행이다며 안심한다. 다시가서 자려고 하니, 루나는 밖에서 개를 만졌으니 씻으러 간다고 한다. 주니는 좋아한다.

## 스태프

### 일본판 스태프
- 원작 : 아다치 테츠
- 기획 : 스기야마 노보루
- 감독 : 야스미 테츠오
- 캐릭터 디자인 : 세키슈 우이치
- 총 작화 감독 : 오오타케 마사에
- 미술 감독 : 오카베 마유미(1~23화)➡월선 타키미
- 색채 설계 : 에비 카요코
- 촬영 감독 : 야나이 코이치
- 편집 : 오카 프로모션코지마 토시히코ㆍ중엽 유미코, 후지모토 마리코
- 음악 : 사가라 마사에
- 음향 감독 : 오오쿠 아키라
- 보좌 프로듀서 : 오가 슈이치
- 프로듀서 : 키시모토 타카히로
- 애니메이션 제작 : 신에이 동화
- 제작 : TV 아사히, ADK, 신에이 동화

### 한국판 제작진
- 우리말 제작
  - CREATIVE SERVICES : 유선재, 김도연, 김이석, 안승환, 박찬웅, 이민지, 손원영, 이다연
  - 편성 : 장국성, 손유영, 성윤정, 이지윤, 서현아, 민나영, 민소양
  - 변역 : 조희영
  - 녹음/믹싱 : 박지혜
  - 종합 편집 : 고재식
  - 연출 : 김정규

## 같이 보기
- 신에이 동화
- 일본의 애니메이션